# USS LST-850
O USS LST-850 foi um navio de guerra norte-americano da classe LST que operou durante a Segunda Guerra Mundial.